# ATV Noticias al estilo Juliana
ATV Noticias al estilo Juliana fue un programa informativo peruano emitido por la cadena ATV, como una edición de ATV Noticias presentada por Juliana Oxenford.

## Historia
A fines de 2019, la periodista Juliana Oxenford, por voluntad propia, decidió retirarse del noticiero central de Latina Noticias, a pesar de que el canal le propuso renovar su contrato.
Juliana Oxenford retornaría al canal para lanzar un noticiero. El 13 de enero de 2020, se lanza el noticiero con el nombre de ATV noticias al estilo Juliana, el programa se transmitió tanto en ATV como en ATV+ (este último hasta marzo de 2020). Hasta noviembre de 2023 fue producido por Javier Ávila. Además, contó como jefe de la Unidad de Investigación a Alonso Ramos.
Con la llegada del impacto de COVID-19, Juliana Oxenford continuó conduciendo el programa en vivo, en pleno estado de emergencia nacional. Para abril de 2020, consiguió estar entre los programas informativos más sintonizados a nivel nacional.
En octubre de 2020, debido a su licencia de maternidad, se retira temporalmente del canal y da pase a la conducción a Pamela Vértiz.
En enero de 2021, Juliana Oxenford regresó a la conducción del programa. Oxenford continuó hasta el 15 de diciembre de 2023, cuando el canal confirmó que no renovará el programa. La propia presentadora reveló que su cancelación coincidió en la necesidad del canal en encontrar «una voz más "dócil"», en referencia a las opiniones conservadoras de los medios de comunicación de Lima. Alonso Ramos permaneció como jefe de investigación del nuevo programa.

## Conductoras
- Juliana Oxenford (enero-octubre de 2020 y enero de 2021-diciembre de 2023).
- Pamela Vértiz (octubre de 2020-enero de 2021).

## Premios y nominaciones
| Año  | Premio                       | Categoría                   | Resultado | Ref.   |
| ---- | ---------------------------- | --------------------------- | --------- | ------ |
| 2021 | Premios Luces de El Comercio | Mejor programa periodístico | Nominado  | [ 13 ] |
| 2022 | Premios Luces de El Comercio | Mejor programa periodístico | Ganador   | [ 3 ]  |
| 2024 | Premios Luces de El Comercio | Mejor programa periodístico | Nominado  | [ 14 ] |